# Guido von Jaffa
Guido von Ibelin (* 1250 oder 1255; † 14. Februar 1304) war Titulargraf von Jaffa (als solcher auch Guido von Jaffa) im Königreich Jerusalem.
Er war ein jüngerer Sohn von Johann von Ibelin, Graf von Jaffa und dessen Gattin Maria von Armenien. Beim Tod seines Vaters 1266 hatte sein älterer Bruder Jakob dessen Titel und Ländereien geerbt.
Als im Frühjahr 1268 der Mamluken-Sultan von Ägypten, Baibars I., Jaffa angriff, kommandierte offenbar Guido die Verteidigung der Stadtfestung. Jaffa und die Templer-Burg Pelerin waren damals die einzigen noch verbliebenen Kreuzfahrer-Festungen südlich von Akkon. Guidos Vater hatte seit 1256 einen Nichtangriffspakt mit den Mamluken gehalten, den diese stets respektiert hatten. Jakob und Guido verließen sich darauf, dass Baibars auch nach Johanns Tod den Frieden halten werde. Daher war Jaffa Stadt, als das mamlukische Heer am 7. März vor ihr erschien, nur unzureichend zur Verteidigung gerüstet. Nach zwölfstündigem Kampf fiel die Stadt dem Sultan in die Hände. Viele der Einwohner wurden niedergemacht, nur Guido und der Besatzung, die sich mit ihm in der Zitadelle verschanzte wurde erlaubt, unbehelligt nach Akkon abzuziehen.
Später begab er sich zu Verwandten nach Zypern. Nach dem kinderlosen Tod seines Bruders Jakob 1276 erbte er dessen Titularansprüche.
1290 heiratete er Maria von Ibelin-Askalon, einzige Tochter des Konstablers Philipp von Ibelin und der Simone von Tiberias. Das Paar hatte fünf Kinder:
- Philipp (* 1291; † 1316), 1304 Titulargraf von Jaffa
- Johann († 1315/16)
- Marie von Ibelin (* 1294; † 1316/18), ⚭ 1307/10 König Hugo IV. von Zypern (1294–1359)
- Hugo (* um 1295; † um 1349), 1316 Titulargraf von Jaffa, ⚭ Isabella von Ibelin († 1342), Tochter des Philipp von Ibelin († 1318), Seneschall von Zypern
- Balian (* 1302), ⚭ I) 1322 Johanna von Montfort († um 1325), II) ⚭ 1325 Margarethe von Ofen

Guido starb 1304 auf Zypern und wurde auf dem Friedhof von Nikosia begraben.